# Gonçalo Paulino
Gonçalo José Gonçalves Paulino (* 31. Dezember 1998 in São João das Lampas) ist ein portugiesischer Fußballspieler auf der Position eines Mittelfeldspielers. Seit Sommer 2024 ist er vereinslos; zuletzt stand er beim italienischen Viertligisten SSD Tivoli Calcio 1919, der am Ende der Spielzeit in die Fünftklassigkeit absteigen musste, unter Vertrag.

## Vereinskarriere

### Karrierebeginn in Portugal
Gonçalo Paulino wurde am 31. Dezember 1998 in der portugiesischen Küstenstadt São João das Lampas geboren und spielte ab 2006 im Nachwuchsbereich des Ginásio Clube 1º de Maio de Agualva aus der etwas weiter südlich im Landesinneren gelegene Stadt Agualva-Cacém. Dort spielte er bis 2009 und transferierte danach zum wenige Autominuten entfernten Real SC aus Queluz, bei dem er bis 2011 aktiv war. Innerhalb des Großraums Lissabon wechselte er in weiterer Folge in die Küstenstadt Oeiras zum dort aktiven AD Oeiras, bei dem er für die U-15- und U-17-Mannschaften zum Einsatz kam. Innerhalb des Distriktverbandes von Sintra kam er zum Sporting Clube de Lourel, spielte dort für die U-19-Mannschaft und wechselte nach einem Jahr zur Sport União Sintrense. Nachdem er auch hier im U-19-Team aktiv gewesen war, trat er innerhalb des Distriktverbandes einen Wechsel zum AC Cacém und damit zu seiner ersten Station im Erwachsenenfußball an.
Beim Klub aus der sechstklassigen AF Lisboa Divisão de Honra kam er in der Saison 2017/18 auf den achten Platz im Endklassement. 2018/19 war er in 14 Meisterschaftsspielen (fünf Tore) und einem Pokalspiel der AF Lisboa im Einsatz und beendete die Saison mit dem Klub auf dem siebenten Platz und damit abermals auf einem Rang im Tabellenmittelfeld. Nach dieser Saison wechselte Paulino zum Drittligisten SU 1º Dezembro, bei dem er allerdings vorrangig in der neuntklassigen B-Mannschaft des Klubs Berücksichtigung fand. Nach seinem Debüt als Einwechselspieler gegen den Club Sintra Football im August 2019 kam er in weiterer Folge vorwiegend für die B-Mannschaft zum Einsatz, spielte jedoch auch hier nur selten die volle Spieldauer durch. Über den gesamten Saisonverlauf brachte er es auf 15 Ligaspiele und zwei -tore für die Mannschaft aus der AF Lisboa 3ª Divisão und absolvierte insgesamt drei Kurzeinsätze für die erste Mannschaft in der Campeonato de Portugal.
Innerhalb der damals noch drittklassigen Campeonato de Portugal, die ab der Saison 2020/21 viertklassig wurde, nachdem die Terceira Liga eingeführt worden war, wechselte er in der Sommerpause vor der Spielzeit 2020/21 zum GD Fabril do Barreiro. Beim Arbeiterklub aus der Stadt Barreiro an der Tejo-Bucht kam er unter João Miguel Parreira ab der im September 2020 begonnenen Spielzeit nahezu ausschließlich als Ersatzspieler zum Einsatz. Bis zum Jahresende 2020 war Paulino in sechs Drittligapartien zum Einsatz gekommen und hatte dabei ein Tor beigesteuert. Hinzu kamen Einsätze in allen drei Spielen des GD Fabril im portugiesischen Fußballpokal 2020/21, bei dem der Klub in Runde 3 dem FC Porto unterlag. Da er die Mannschaft noch im Laufe der Saison verließ, musste Paulino auch nicht den Abstieg des Klubs in die nunmehrige Fünftklassigkeit antreten.

### Über Andorra nach Slowenien
Stattdessen ging es für ihn zur UE Santa Coloma mit Spielbetrieb in der Primera Divisió, der höchsten Fußballliga Andorras. Sein Pflichtspieldebüt gab er am 19. September 2021, am ersten Spieltag, bei einem 2:1-Heimsieg über den Stadtrivalen FC Santa Coloma, als er von seinem Trainer Juan Velasco von Beginn an und über die volle Spieldauer eingesetzt wurde. Auch in der Folgezeit fungierte der offensive Mittelfeldspieler als Stammkraft der Andorraner und erzielte am 20. Januar 2022 bei einem 1:0-Heimsieg über den FC Ordino seinen ersten Pflichtspieltreffer für den Klub aus den Pyrenäen. Zu ebendieser Zeit schied er auch mit dem Team in Runde 2 aus der diesjährigen Copa Constitució, dem andorranischen Fußballpokal, aus. Mit der Mannschaft belegte er am Ende der Vorrunde der Primera Divisió den zweiten Tabellenplatz hinter dem Inter Club d’Escaldes und bestritt in weiterer Folge mit ebendiesem und den Vereinen UE Sant Julià und Atlètic Club d’Escaldes auf den Plätzen 3 und 4 die saisonabschließende Meisterrunde. An den Tabellenpositionen änderte die Meisterrunde nichts. UE Santa Coloma wurde Vizemeister hinter dem Inter Club d’Escaldes und erhielt dadurch einen Startplatz in der ersten Qualifikationsrunde zur UEFA Europa Conference League 2022/23.
In ebendieser Qualirunde unterlag Paulino, der auch in beiden Partien als Ersatzspieler zum Einsatz kam, mit seinem Team dem isländischen Verein Breiðablik Kópavogur mit einem Gesamtergebnis von 1:5, was das frühe Ausscheiden der Andorraner bedeutete. In der Primera Divisió 2022/23 brachte es der Mittelfeldakteur auf Einsätze in 26 von 28 möglich gewesenen Ligaspielen und brachte es dabei auf eine Bilanz von fünf Toren und einem Assist. Im Copa Constitució 2022 ereilte die Mannschaft bereits in der ersten Runde gegen den Inter Club d’Escaldes ein frühes Aus. Im Endklassement der Primera Divisió erreichte Paulino mit dem Team den vierten Tabellenplatz und verpasste damit einen internationalen Qualifikationsstartplatz.
Im Sommer 2023 wechselte Paulino in die Druga Slovenska Nogometna Liga, die zweithöchste slowenische Fußballliga, wo er beim ND Bilje einen Vertrag bis zum Jahresende 2023 erhielt. Dort war er nicht der einzige Spieler, der aus Andorra den Weg in das slowenische Dorf an der Grenze zu Italien gefunden hatte. Mit Ricard Fernández und Éric Vales schafften gar zwei andorranische Nationalspieler den Weg in die Mannschaft. Unter dem einstigen kroatischen Juniorennationalspieler Marin Mikac debütierte Paulino am 29. Juli 2023 bei einem 3:2-Heimsieg über den ND Ilirija 1911 in der 2. SNL, als er in der 76. Spielminute für Thomas Breganti eingewechselt wurde. Bis zur Winterpause 2023/24 kam der Mann mit der Rückennummer 20 zu 18 Einsätzen in der Liga, absolvierte davon lediglich ein Spiel über 90 Minuten und steuerte zweit Tore und einen Assist bei.

### Wechsel nach Italien und Vereinslosigkeit
Noch in der Winterpause wechselte er bis zum Saisonende zum italienischen Viertligisten Tivoli Calcio aus der Stadt Tivoli in der Region Latium. Dort saß er lediglich in den beiden ersten Meisterschaftsspielen nach der Pause auf der Ersatzbank, kam von dieser jedoch nicht zum Einsatz und gehörte danach bis zum Saisonende nicht mehr zum Kader. Den Abstieg in die fünftklassige Eccellenza musste Gonçalo Paulino nicht mehr bestreiten und wurde nach seinem Vertragsende im Sommer 2024 vereinslos.

## Erfolge
mit der UE Santa Coloma
- Vizemeister der Primera Divisió: 2021/22